# Калачківці
Калачкі́вці — село в Україні, у Китайгородській сільській територіальній громаді Кам'янець-Подільського району Хмельницької області.

## Назва
В основі назви лежить термін «калач» — «плетена булка» слово утворене від іменника «коло» у значенні «круг» з допомогою суфікса «ач». Ймовірно, Калачем чи Калачиком прозивався (чи називався) один з перших жителів села.

## Географія
Калачківці розташовані на високому правому березі річки Студениця, за 34 км автошляхами від міста Кам'янець-Подільський. На відстані 9,4 кілометра від центру села проходить автошлях Т 2317.

## Історія
На території Калачковець знайдені знаряддя праці первісної людини, яка жила тут ще в період пізнього палеоліту (15-30 тис. років тому).
В історичних документах село згадується з першої половини XVII століття. В XVI столітті звались ще Кубаківці.
Внаслідок поразки Перших визвольних змагань на початку XX століття, село надовго окуповане російсько-більшовицькими загарбниками.
В 1932–1933 селяни села пережили сталінський геноцид, зазнали репресій.
1933 року комуністами знищено пожежою сільську дерев'яну церкву.
Радянський період центральна садиба колгоспу знаходиться в Калачківцях, за яким закріплено три тисячі гектарів орної землі. В селі були провідними галузями виробництва — землеробство та тваринництво.
В 1981 році почалось заповнення басейну Дністра водою, яке тривало шість років, внаслідок цього біля Калачківців затоплена долина річки Студениця. Після будівництва Дністровської ГЕС, коли під водою опинилося більше десятка сіл регіону, поблизу Калачківців також затоплено містечко Студениця. А на гору в село Калачківці перебралось багато його колишніх жителів.
З 24 серпня 1991 року село входить до складу незалежної України.
3 серпня 2015 року шляхом об'єднання Дерев'янської, Калачковецької, Китайгородської та Колодіївської сільських рад село увійшло до Китайгородської сільської громади. Колишній орган місцевого самоврядування — Калачковецька сільська рада.

## Населення
За переписом населення України 2001 року в селі мешкало 392 особи.
Згідно перепису 2015 року в селі мешкало 342 особи, населення села скоротилось на 12,75 % порівняно зі 2001 роком.

### Мова
У селі поширені західноподільська говірка та південноподільська говірка, що відносяться до подільського говору, який належить до південно-західного наріччя.

## Інфраструктура
Діяли: клуб, ФАП, пошта, дошкільний заклад, магазин.

## Релігія
Калачківцях діяли дві парафій, облаштовані у двох сільських будівлях.
У селі встановлено невелику статую Божої Матері, ця фігура є своєрідним символом, адже, з розповідей місцевих існує легенда про Матір Божу, яка ходила цими краями й там, де вона ступала, з'являлося каміння. Пагорб, на якому встановлена статуя, й справді рясніє від каміння.

## Охорона природи

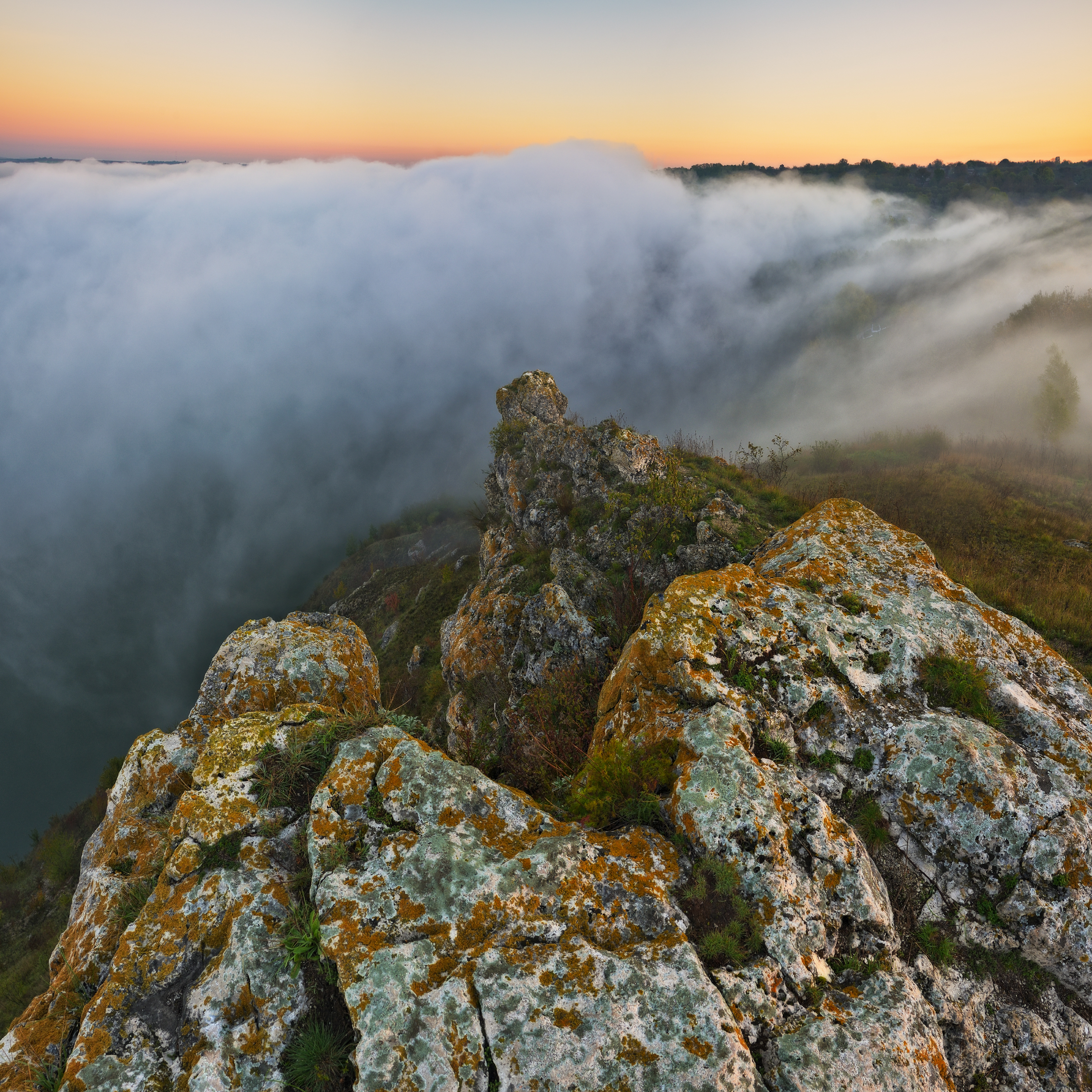
Туман поблизу села Калачківці

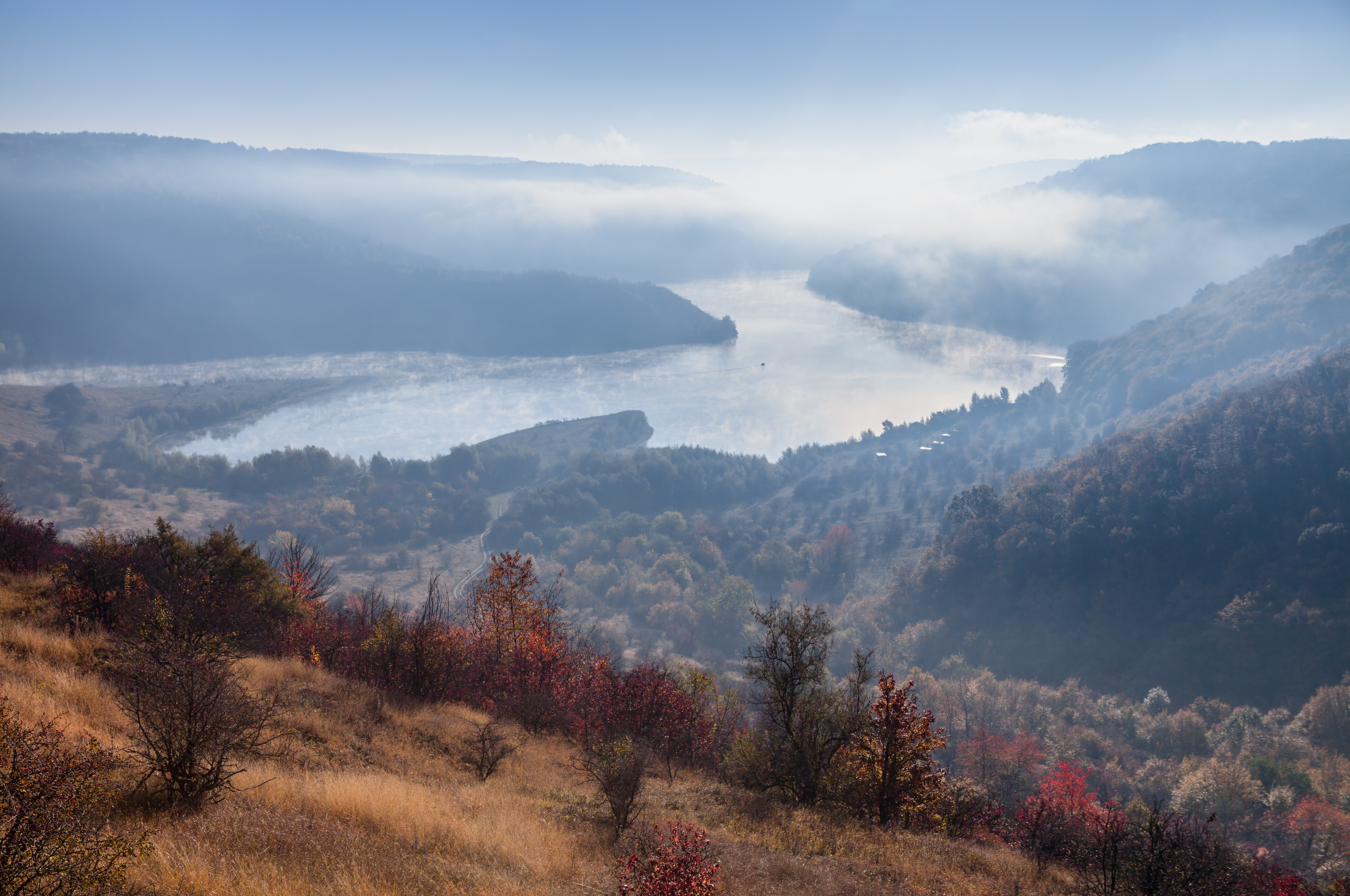
Подільські Товтри поблизу села Калачківці

Село Калачківці лежить у межах національного природного парку «Подільські Товтри». Між селами Калачківці, Рогізна і Субіч розташований Наддністрянський заказник.

## Відомі люди

### Народились
- Клименко Сергій Миколайович (1976—2014) — солдат Збройних сил України, учасник російсько-української війни.

## Галерея

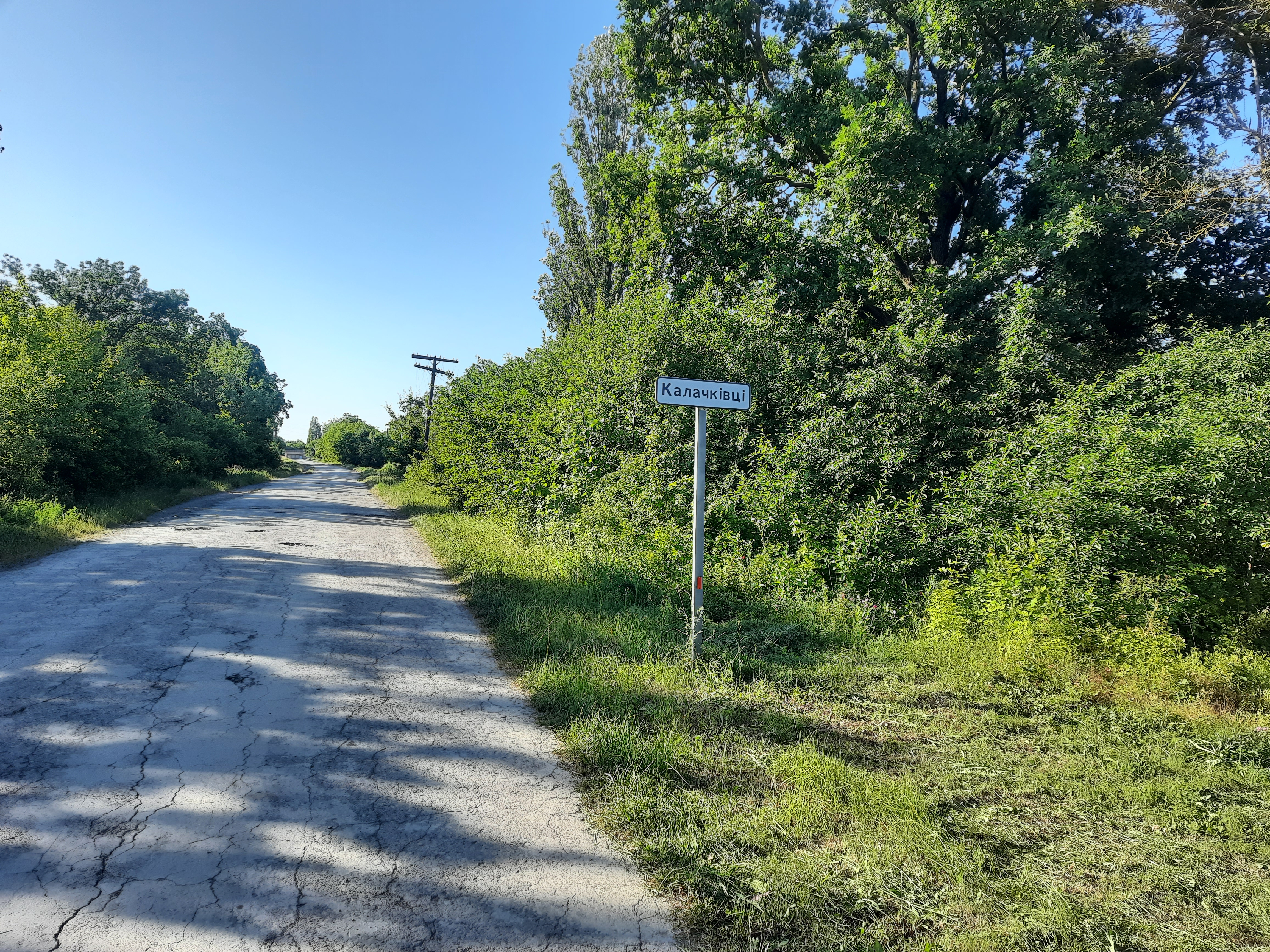
Дорожній знак при в'їзді в село
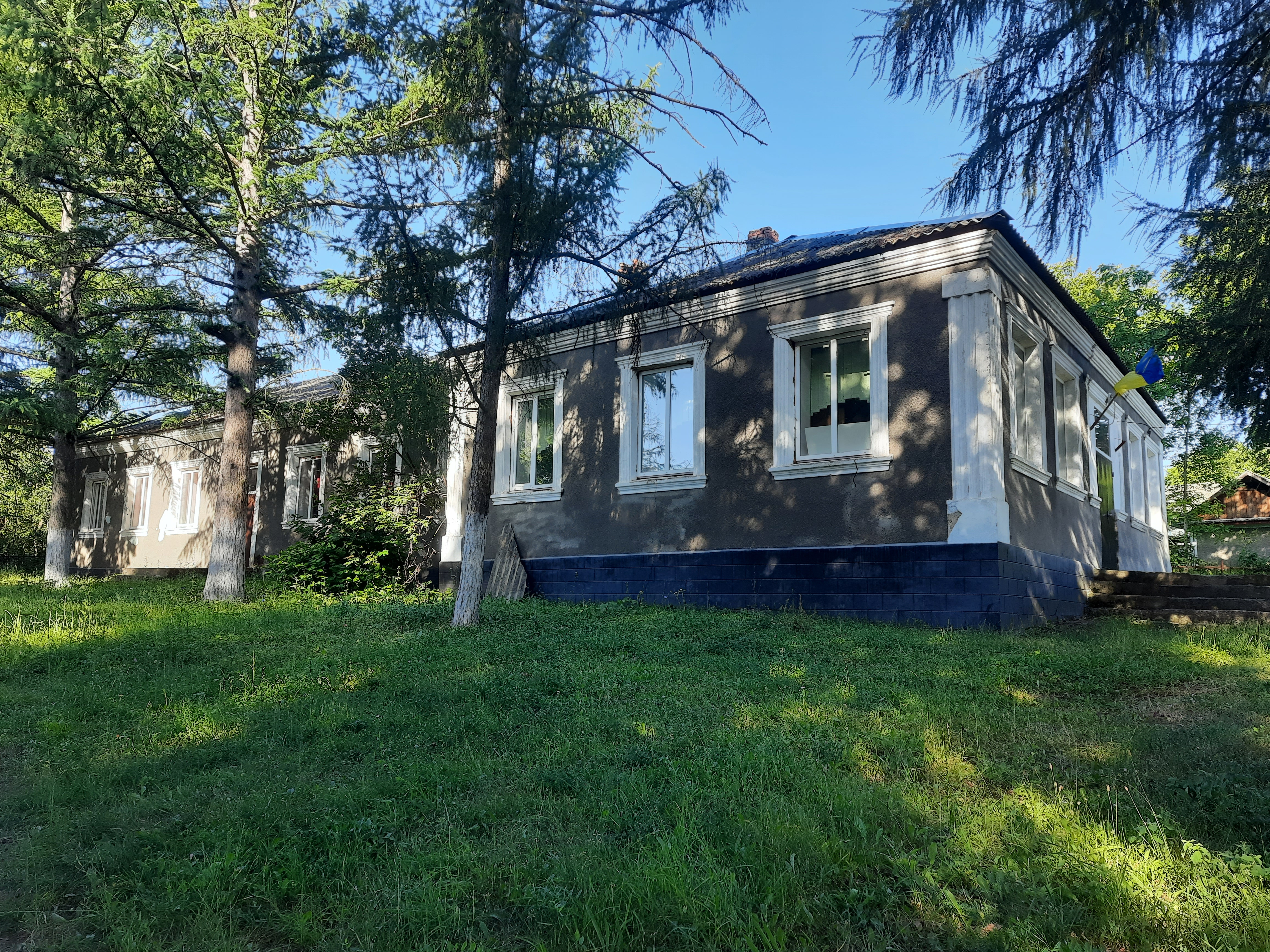
Клуб
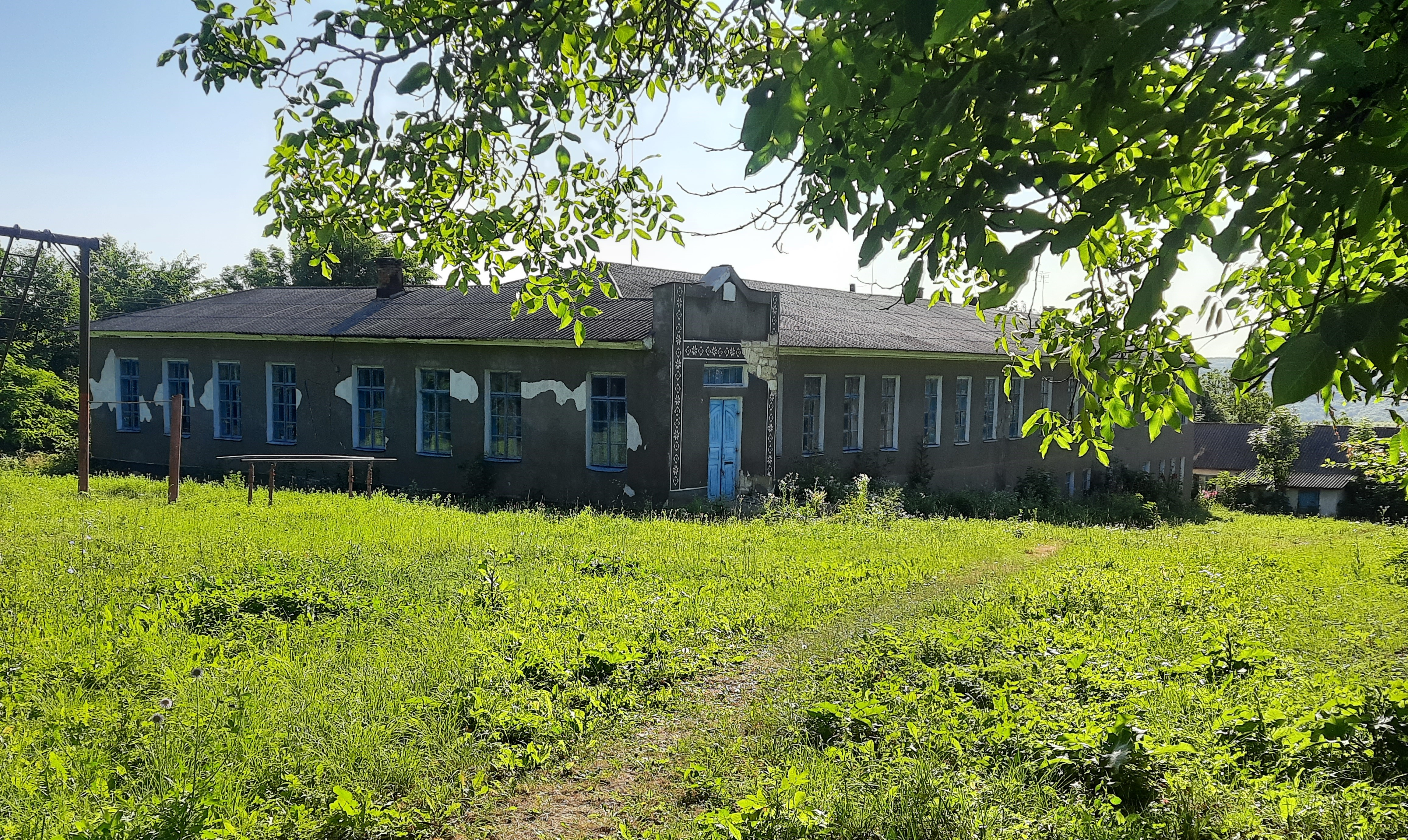
Школа
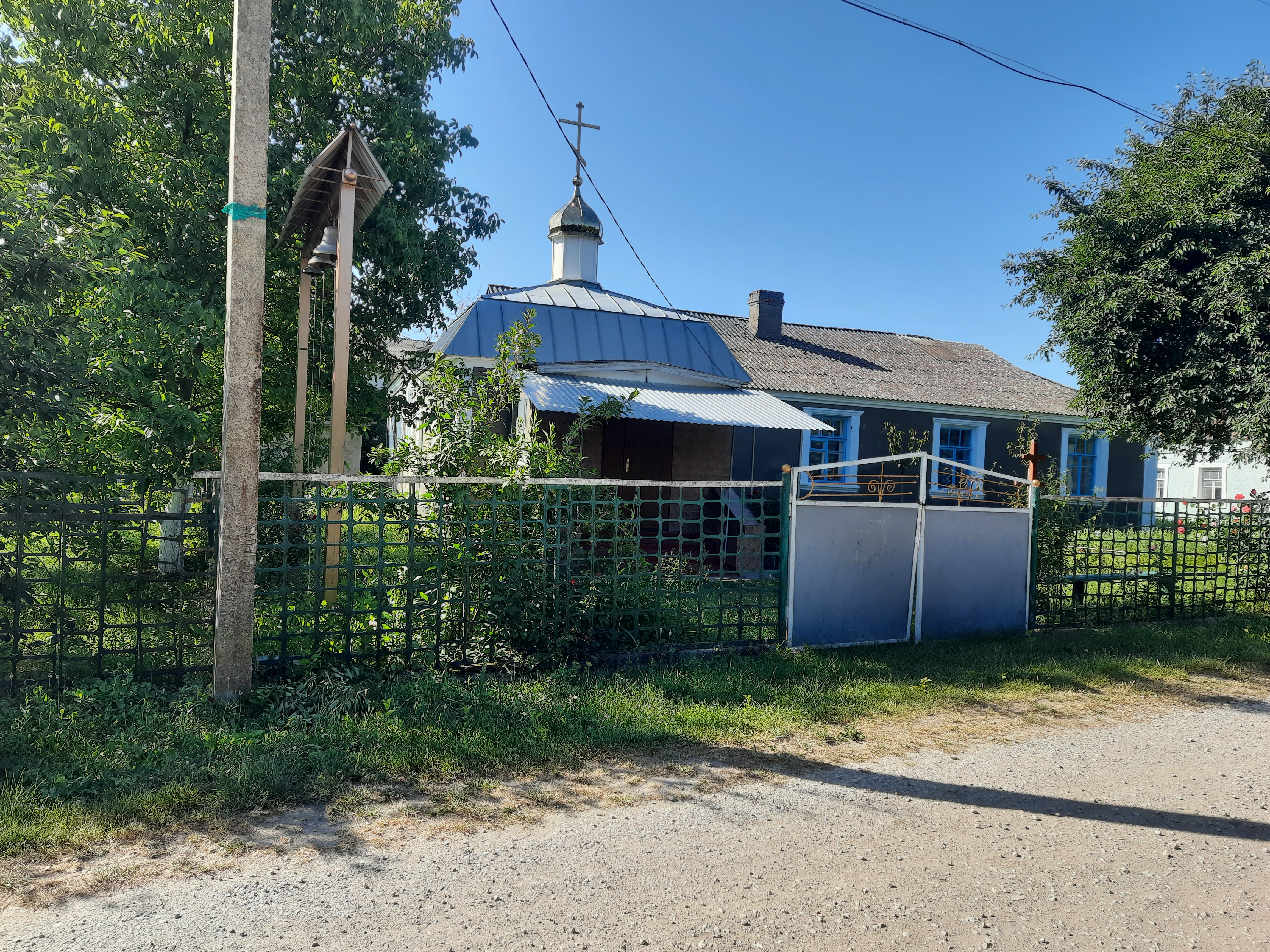
Сільська церква
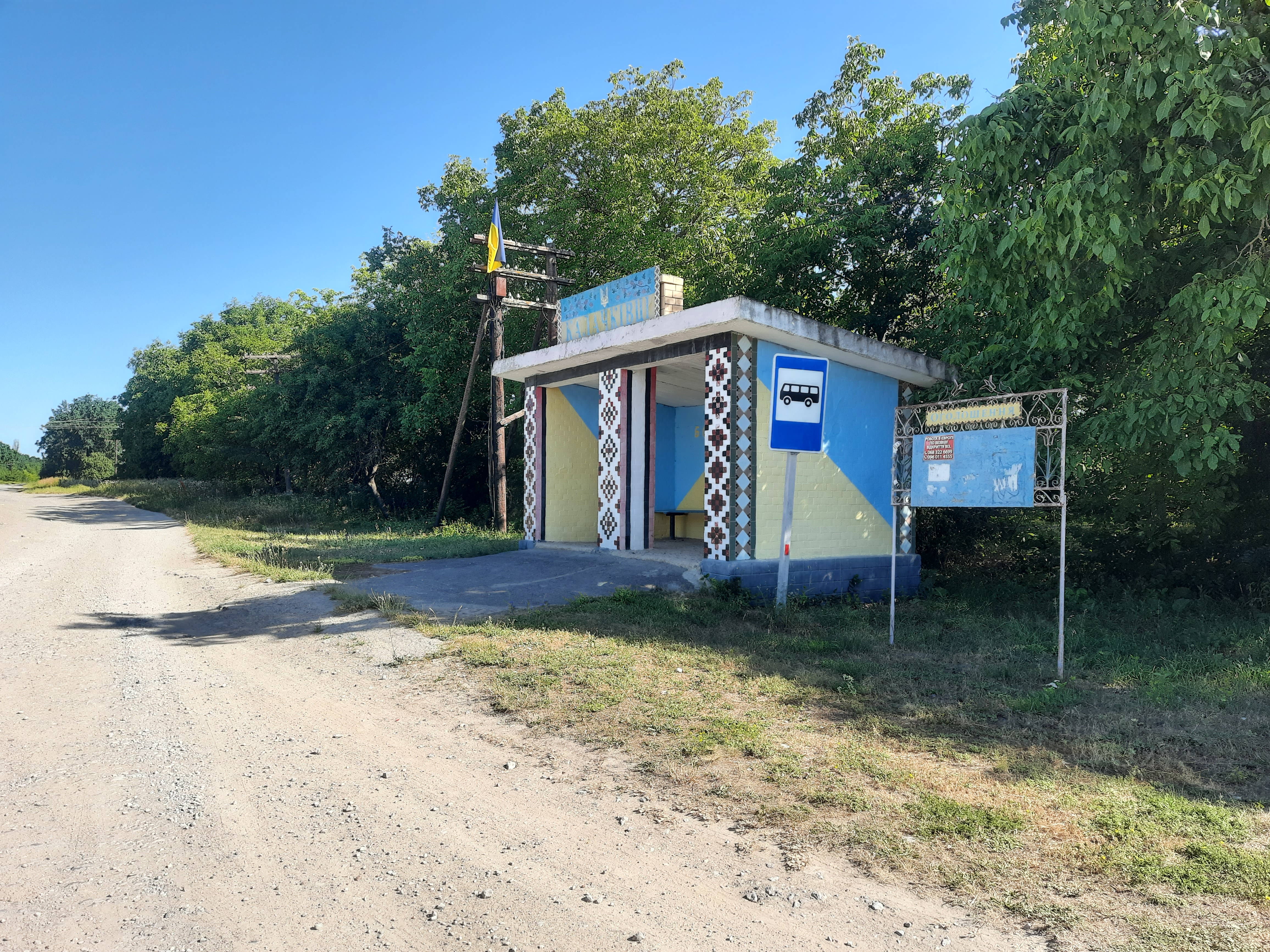
Автобусна зупинка